# Fußball-Landesklasse Brandenburg 1947/48
Die Fußball-Landesklasse Brandenburg 1947/48 war die zweite Austragung der Fußball-Landesklasse Brandenburg. In dieser Saison qualifizierten sich sechs Mannschaften über regionale Rundenturniere für die in zwei Gruppen ausgetragene Endrunde. Die Sieger der beiden Gruppen trafen in einem Finalspiel aufeinander. Sieger wurde der Titelverteidiger SG Cottbus Ost, welche im Finale am 6. Juni 1948 die SG Babelsberg mit 1:0 schlagen konnte. Durch diesen Sieg qualifizierten sich die Cottbuser für die erstmals ausgetragene Fußball-Ostzonenmeisterschaft, bei der die Mannschaft nach einer 0:1-Niederlage nach Verlängerung gegen die SG Weimar-Ost im Viertelfinale ausschied.

## Saisonstatistik
| Gruppe               | Gruppensieger      |
| -------------------- | ------------------ |
| Mitte                | SG Potsdam         |
| Südwest              | SG Babelsberg      |
| Prignitz             | SG Wittenberge-Süd |
| Westlausitz          | SG Cottbus-Ost     |
| Oberlausitz          | SG Grube Marga     |
| Frankfurt/Eberswalde | SG Eberswalde-Nord |

### Halbfinale
Gruppe A:
| Pl. | Verein             | Sp. | S | U | N | Tore    | Quote | Punkte |
| --- | ------------------ | --- | - | - | - | ------- | ----- | ------ |
| 1.  | SG Cottbus-Ost     | 4   | 3 | 1 | 0 | 013:500 | 2,60  | 07:10  |
| 2.  | SG Grube Marga     | 4   | 2 | 0 | 2 | 010:110 | 0,91  | 04:40  |
| 3.  | SG Eberswalde-Nord | 4   | 0 | 1 | 3 | 005:120 | 0,42  | 01:70  |

Gruppe B:
| Pl. | Verein             | Sp. | S | U | N | Tore    | Quote | Punkte |
| --- | ------------------ | --- | - | - | - | ------- | ----- | ------ |
| 1.  | SG Babelsberg      | 4   | 4 | 0 | 0 | 021:500 | 4,20  | 08:0   |
| 2.  | SG Wittenberge-Süd | 4   | 2 | 0 | 2 | 009:150 | 0,60  | 04:40  |
| 3.  | SG Potsdam         | 4   | 0 | 0 | 4 | 008:180 | 0,44  | 0:80   |

### Finale
| Paarung        | SG Cottbus-Ost – SG Babelsberg |
| Ergebnis       | 1:0 (0:0) |
| Datum          | 6. Juni 1948 |
| Stadion        | Stadion am Wasserturm, Forst (Lausitz) |
| Zuschauer      | 14.000 |
| Schiedsrichter | Heinrich Jordan (Berlin) |
| Tore           | 1:0 Oelke (80.) |
| SG Cottbus-Ost | Gerhard Gollombowski, Werner Wraßmann, Gerhard Koal, Erich Lüddecke, Harry Adam, Günther Piesker, Karl-Heinz Wohlfahrt, Günter Kohl, Johannes Schöne, Arthur Oelke, Siegfried Popp |
| SG Babelsberg  | Karl-Heinz Schröder, Horst Bartholomäus, Vincent Balduin, Hans Unger, Gerhard Warmo, Kurt Boeck, Heinz Gregor, Karl-Heinz Tietz, Fritz Apel, Werner Gießler, Horst Schlüter        |